# Darin Kimble
Darin Kimble (* 22. November 1968 in Lucky Lake, Saskatchewan) ist ein ehemaliger kanadischer Eishockeyspieler, der im Verlauf seiner aktiven Karriere zwischen 1985 und 2002 unter anderem 334 Spiele für die Nordiques de Québec, St. Louis Blues, Boston Bruins und Chicago Blackhawks in der National Hockey League (NHL) auf der Position des rechten Flügelstürmers bestritten hat. Den Großteil seiner aktiven Laufbahn verbrachte Kimble, der den Spielertyp des Enforcers verkörperte, jedoch in den nordamerikanischen Minor Leagues, wo er in der American Hockey League (AHL), International Hockey League (IHL), Western Professional Hockey League (WPHL), East Coast Hockey League (ECHL) und United Hockey League (UHL) insgesamt 526 Partien für elf verschiedene Franchises absolvierte.

## Karriere
Kimble begann seine Juniorenzeit zunächst in der Saison 1984/85 bei den Swift Current Indians in der Saskatchewan Junior Hockey League (SJHL), ehe er in die höherklassige Western Hockey League (WHL) wechselte. Dort war der Flügelspieler in den folgenden drei Spielzeiten für insgesamt vier verschiedene Teams aktiv. Zunächst lief er für die Calgary Wranglers in der WHL auf, wechselte aber zur zweiten Saisonhälfte des Spieljahres 1985/86 zu den New Westminster Bruins. Die Bruins verließ er allerdings nach nur elf Einsätzen und schloss sich den Brandon Wheat Kings an, bei denen er die Saison schließlich beendete. Im Sommer 1986 wechselte Kimble dann zu den Prince Albert Raiders, wo er seine Juniorenkarriere im Sommer 1988 beendete. In seinem letzten Ligajahr kam der Stürmer dabei auf 71 Scorerpunkte, darunter 35 Tore. Insgesamt kam er im Verlauf der drei Spielzeiten auf 142 Punkte in 215 Einsätzen, sammelte aber auch über 700 Strafminuten und wurde schließlich im NHL Entry Draft 1988 in der vierten Runde an 66. Stelle von den Nordiques de Québec aus der National Hockey League (NHL) ausgewählt.
Der kurz vor seinem 20. Geburtstag stehende Enforcer wechselte zur Saison 1988/89 in die Organisation der Nordiques de Québec und damit in den Profibereich. Der Sprung in die National Hockey League gelang Kimble im Verlauf der folgenden zweieinhalb Jahre jedoch nicht. Zwar bestritt er in jeder der drei Spielzeiten zahlreiche NHL-Spiele, kam aber auch immer wieder für die Halifax Citadels, das Farmteam der Nordiques aus der American Hockey League (AHL) zu Einsatzminuten. Im Februar 1991 wurde der Angreifer schließlich im Tausch für Herb Raglan, Tony Twist und Andy Rymsha zu den St. Louis Blues transferiert. Dort gelang es Kimble zwar, sich den lang ersehnten Stammplatz in der NHL zu erarbeiten, jedoch verließ er das Franchise bereits nach eineinhalb Jahren im Juni 1992 wieder. Gemeinsam mit Pat Jablonski, Steve Tuttle und Rob Robinson schickten ihn die Blues zu den Tampa Bay Lightning. Die Blues wurden später mit einem Viertrunden-Wahlrecht im NHL Entry Draft 1994, einem Fünftrunden-Wahlrecht im NHL Entry Draft 1995 und einem Sechstrunden-Wahlrecht im NHL Entry Draft 1996 kompensiert. Kimble bestritt jedoch kein Spiel für Tampa, da er nur drei Monate später Teil eines weiteren Transfergeschäfts wurde, als er mit weiteren, zukünftigen Transferleistungen im Tausch für Ken Hodge und Matt Hervey an die Boston Bruins abgegeben wurde. Bei den Bruins verbrachte der Kanadier lediglich eine Saison, in der er auch für den AHL-Kooperationspartner Providence Bruins zu Einsätzen kam.
Da der Vertrag des Angreifers über die Saison 1992/93 in Boston nicht verlängert worden war, schloss sich Kimble im Juli 1993 als sogenannter Free Agent den neu gegründeten Florida Panthers an. Ebenso wie im Sommer zuvor in Tampa wurde der Flügelstürmer aber auch dort noch vor dem Beginn des Spieljahres 1993/94 zu den Chicago Blackhawks transferiert. Die Panthers sicherten sich im Gegenzug die Dienste von Keith Brown. In Chicago wurde Kimble für die folgenden zwei Jahre heimisch, in denen er bis zum Sommer 1995 ausschließlich in der NHL zum Einsatz kam. Nachdem er jedoch den Beginn der Saison 1995/96 bei Chicagos Farmteam, den Indianapolis Ice, in der International Hockey League (IHL) verbracht hatte, erfolgte der nächste Transfer in Kimbles Laufbahn. Im Tausch gegen Mike Vukonich und Bill Armstrong landete der Angreifer in der Organisation der New Jersey Devils, die ihn jedoch im restlichen Verlauf der Spielzeit ausschließlich bei den Albany River Rats in der AHL einsetzten.
Nachdem der 29-Jährige die gesamte Saison 1996/97 ohne NHL-Vertrag in der IHL bei den Manitoba Moose und Kansas City Blades verbracht hatte, erhielt der Free Agent Ende Juli 1997 ein Vertragsangebot der Phoenix Coyotes. Kimble kam aber weiterhin nur in der IHL zu Einsatzzeiten und lief größtenteils für die San Antonio Dragons auf. Zur Spielzeit 1998/99 löste sich der Flügelstürmer aus dem System der NHL und heuerte bei den Shreveport Mudbugs aus der Western Professional Hockey League (WPHL) an. Er wechselte allerdings nach nur neun Partien für die Mudbugs zum Ligakonkurrenten Arkansas GlacierCats. Zur Millenniumssaison 1999/2000 schloss sich Kimble im Oktober 1999 zunächst den Peoria Rivermen aus der East Coast Hockey League (ECHL). Das Engagement endete jedoch nach zehn Spielen mit der Entlassung des Spielers, sodass dieser im Februar 2000 in den Missouri River Otters aus United Hockey League (UHL) einen neuen Arbeitgeber fand. Dort ließ Kimble seine Karriere bis zum Sommer 2002 ausklingen, ehe er seine Profilaufbahn im Alter von 33 Jahren beendete.

## Karrierestatistik
(Legende zur Spielerstatistik: Sp oder GP = absolvierte Spiele; T oder G = erzielte Tore; V oder A = erzielte Assists; Pkt oder Pts = erzielte Scorerpunkte; SM oder PIM = erhaltene Strafminuten; +/− = Plus/Minus-Bilanz; PP = erzielte Überzahltore; SH = erzielte Unterzahltore; GW = erzielte Siegtore; 1 Play-downs/Relegation; Kursiv: Statistik nicht vollständig)